# Vražić
Vražić (szerbül: Вражић) falu Bosznia-Hercegovinában, Bosanska krajina területén, a Szerb Köztársaságban, Šipovo községben. 

## Fekvése
Bosznia-Hercegovina közép-nyugati részén, Banja Lukától légvonalban 54, közúton 82 km-re délre, községközpontjától 1 km-re nyugatra, a Pljiva és a Lubovačka-patak, valamint a Borovica-hegy között elterülő területen, 550 – 700 méteres tengerszint feletti magasságban található, de a Borovicára felnyúló részei elérik a 900 méteres magasságot is.

## Népessége
| Nemzetiségi csoport | Népesség 1991 | Népesség 2013 |
| ------------------- | ------------- | ------------- |
| Szerb               | 175           | 260           |
| Bosnyák             | 164           | 27            |
| Horvát              | 0             | 1             |
| Jugoszláv           | 0             | 0             |
| Egyéb               | 0             | 1             |
| Összesen            | 340           | 288           |

## Története
A régészeti leletek tanúsága szerint Vražić területe már az őskortól fogva lakott volt, ahol egy bronzkori erődítmény is állt.
A település 1878-ig tartozott az Oszmán Birodalomhoz, majd az Osztrák-Magyar Monarchia része lett. 1879-ben az első osztrák-magyar népszámlálás során Šipovo község részeként a faluban 43 házat és 287 ortodox szerb lakost számláltak. 1910-ben a településen 80 házat, 273 ortodox szerb és 208 muszlim lakost találtak.A monarchia szétesésével 1918-ben előbb a Szerb-Horvát-Szlovén Királyság, majd 1929-től a Jugoszláv Királyság része. Jugoszlávia megszállása után a falu a Független Horvát Állam (NDH) része lett.
1945-től a település a szocialista Jugoszlávia része volt. A településen az 1991-es népszámlálás adatai szerint 340-en éltek. A Bosznia-Hercegovinában zajló polgárháború idején a Visoko Krajina többi településéhez hasonlóan a Boszniai Szerb Köztársaság része volt. A területén 1995 szeptemberéig nem volt háborús hadművelet, ekkor azonban a település területét a Horvát Köztársaság fegyveres ereje megszállta. A horvát csapatok elől a lakosság elmenekült. A daytoni békeszerződés aláírása után a település a Szerb Köztársasághoz, azon belül Šipovo községhez került. 

## Nevezetességei
- Kobaši – őskori erődített település maradványai a Pliva bal partja felett, a Borovica lejtőin. A régészeti leletek főként kerámiatöredékekből állnak, korukat a késő bronzkorra és a korai vaskorra teszik.[4]